# André-Marie Ampère
André-Marie Ampère   (Lió, 20 de gener de 1775 - Marsella, 10 de juny de 1836) fou un físic i matemàtic francès.
Va ser un dels fundadors de la ciència de l'electromagnetisme clàssic, a la qual va anomenar "electrodinàmica". També és l'inventor de nombroses aplicacions, com el solenoide (terme encunyat per ell) i el telègraf elèctric. Com a autodidacte, Ampère va ser membre de l'Acadèmia Francesa de les Ciències i professor a l'École polytechnique i al Collège de France.
La unitat de mesura SI del corrent elèctric, l'ampere, porta el seu nom. El seu nom és també un dels 72 noms inscrits a la Torre Eiffel.

## Biografia
André-Marie Ampère va néixer el 20 de gener de 1775 fill de Jean-Jacques Ampère, un pròsper home de negocis, i Jeanne Antoinette Desutières-Sarcey Ampère, durant l'auge de la Il·lustració francesa. Va passar la seva infantesa i adolescència a la propietat familiar de Poleymieux-au-Mont-d'Or prop de Lió. Jean-Jacques Ampère, un comerciant d'èxit, era un admirador de la filosofia de Jean-Jacques Rousseau, les seves teories de l'educació (tal com es descriuen al seu tractat Émile) van ser la base de l'educació d'Ampère. Rousseau creia que els nois joves haurien d'evitar l'escola formal i seguir una "educació directa de la natura". El pare d'Ampère va actualitzar aquest ideal permetent que el seu fill s'eduqués entre els murs de la seva biblioteca ben proveïda. Obres mestres de la Il·lustració francesa com Histoire naturelle, generale et particulière de Buffon (iniciada el 1749) i l’Encyclopédie de Diderot i d'Alembert (volums afegits entre 1751 i 1772) es van convertir així en els objectes d'estudi d'Ampère. El jove Ampère, però, aviat va reprendre les seves lliçons de llatí, la qual cosa li va permetre dominar les obres de Leonhard Euler i Daniel Bernoulli.

## Revolució francesa
A més, Ampère va utilitzar el seu accés als últims llibres per començar a aprendre matemàtiques avançades als 12 anys. En la seva vida posterior, Ampère va afirmar que quan tenia divuit anys sabia tant de matemàtiques i ciències com mai, però com a polímata, la seva lectura va abraçar la història, els viatges, la poesia, la filosofia i les ciències naturals.
La seva mare era una catòlica devota, així que Ampère també es va iniciar en la fe catòlica juntament amb la ciència de la Il·lustració. La Revolució Francesa (1789–99) que va començar durant la seva joventut també va ser influent: el pare d'Ampère va ser cridat al servei públic pel nou govern revolucionari, convertint-se en jutge de pau en una petita ciutat prop de Lió. Quan la facció jacobina va prendre el control del govern revolucionari el 1792, el seu pare Jean-Jacques Ampère no va poder resistir les noves marees polítiques i va ser guillotinat el 24 de novembre de 1793, com a part de les purgues jacobines del període.
El 1796, Ampère va conèixer Julie Carron i el 1799 es van casar. Ampère va prendre la seva primera feina regular el 1799 com a professor de matemàtiques, la qual cosa li va donar la seguretat financera per casar-se amb Carron i tenir el seu primer fill, Jean-Jacques (anomenat així pel seu pare), l'any següent. (Jean-Jacques Ampère finalment va aconseguir la seva pròpia fama com a estudiós de llengües.) Malauradament Julie va morir el 1803, quan Ampère havia aconseguit una plaça docent a Lió.

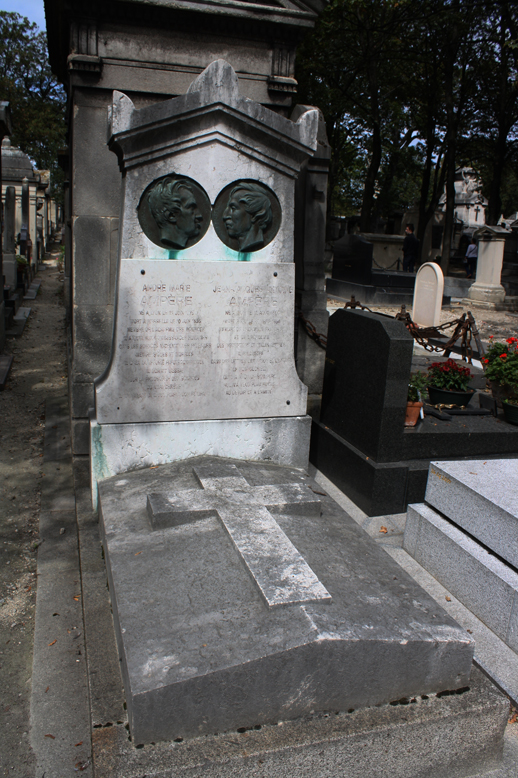
Tomba d'Ampère al cementiri de Montmartre, París

La maduració d'Ampère es va correspondre amb la transició al règim napoleònic a França, i el jove pare i mestre va trobar noves oportunitats d'èxit dins de les estructures tecnocràtiques afavorides pel nou primer cònsol francès. El 1802, Ampère va ser nomenat professor de física i química a l'École Centrale de Bourg-en-Bresse, deixant la seva dona malaltissa i el seu fill Jean-Jacques Antoine Ampère a Lió. El 1804 va ser nomenat professor del liceu de Lió (avui Lycée Ampère). Va utilitzar el seu temps a Bourg per investigar les matemàtiques, produint Considérations sur la théorie mathématique du jeu (1802; "Consideracions sobre la teoria matemàtica dels jocs"), un tractat sobre probabilitat matemàtica que va enviar a l'Acadèmia Francesa de les Ciències el 1803.

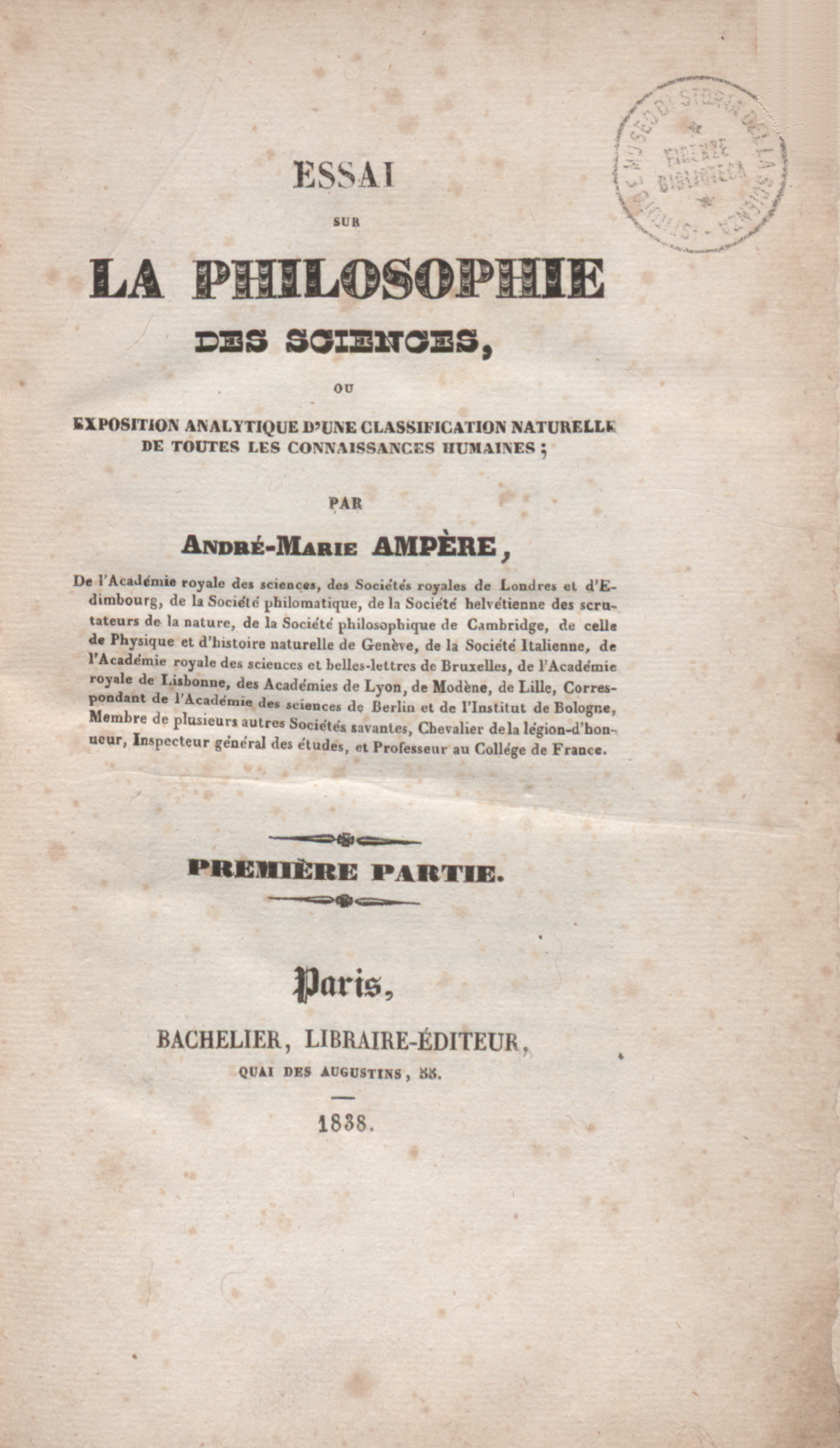
Essai sobre la philosophie des sciences

## Carrera docent
Després de la mort de la seva dona el juliol de 1803, Ampère es va traslladar a París, on va començar una plaça de tutor a la nova École polytechnique el 1804. Malgrat la seva manca de qualificacions formals, Ampère va ser nomenat professor de matemàtiques a l'escola el 1809. A més d'ocupar càrrecs en aquesta escola fins al 1828, el 1819 i el 1820 Ampère va oferir cursos de filosofia i astronomia, respectivament, a la Universitat de París, i el 1824 va ser elegit per a la prestigiosa càtedra de física experimental del Collège de France. El 1814, Ampère va ser convidat a unir-se a la classe de matemàtics del nou Institut Impérial, el paraigua sota el qual s'assentaria la reformada Acadèmia de Ciències de l'estat.
El 1819 va ser nomenat professor de Filosofia a la Facultat de Lletres de París. El 1822 va establir els principis de l'electrodinàmica i descobrí les accions mútues entre conductors travessats per corrents elèctriques. El 1827, amb l'inestimable col·laboració de Felix Savary, va publicar la Théorie mathématique des phénomènes électrodynamiques uniquement déduite de l'expérience, on va exposar la seva famosa llei, avui coneguda com a llei d'Ampère.
Ampère es va dedicar a una gran varietat d'investigacions científiques durant els anys anteriors a la seva elecció a l'acadèmia: escrivint articles i dedicant-se a temes des de les matemàtiques i la filosofia fins a la química i l'astronomia, que era habitual entre els principals intel·lectuals científics de l'època. Ampère va afirmar que «als divuit anys va trobar tres moments culminants de la seva vida, la seva Primera comunió, la lectura de l'Elogi de Descartes d'Antoine Leonard Thomas i la presa de la Bastilla. El dia de la mort de la seva dona va escriure dos versos dels Salms i la pregària: "Senyor, Déu de misericòrdia, uneix-me al cel amb aquells que m'has permès estimar a la terra". En temps de coacció es refugiava en la lectura de la Bíblia i dels Pares de l'Església.
Durant un temps va acollir a la seva família el jove estudiant Frédéric Ozanam (1813–1853), un dels fundadors de la Conferència de Caritat, més tard coneguda com la Societat de Sant Vicenç de Paül. A través d'Ampère, Ozanam va tenir contacte amb líders del moviment neocatòlic, com François-René de Chateaubriand, Jean-Baptiste Henri Lacordaire i Charles Forbes René de Montalembert. Ozanam va ser beatificat pel Papa Joan Pau II el 1998.

## Treball en electromagnetisme
El setembre de 1820, l'amic d'Ampère i eventual elogiador Domènec Francesc Joan Aragó va mostrar als membres de l'Acadèmia Francesa de Ciències el sorprenent descobriment del físic danès Hans Christian Ørsted que una agulla magnètica és desviada per un corrent elèctric adjacent. Ampère va començar a desenvolupar una teoria matemàtica i física per entendre la relació entre electricitat i magnetisme. Ampliant el treball experimental d'Ørsted, Ampère va demostrar que dos cables paral·lels que transporten corrents elèctrics s'atrauen o es repel·leixen, depenent de si els corrents flueixen en direccions iguals o oposades, respectivament; això va establir les bases de l'electrodinàmica. També va aplicar les matemàtiques per generalitzar les lleis físiques a partir d'aquests resultats experimentals. El més important d'ells va ser el principi que es va anomenar llei d'Ampère, que estableix que l'acció mútua de dues longituds de fil conductor de corrent és proporcional a les seves longituds i a les intensitats dels seus corrents. Ampère també va aplicar aquest mateix principi al magnetisme, mostrant l'harmonia entre la seva llei i la llei de l'acció elèctrica del físic francès Charles-Augustin de Coulomb. La devoció d'Ampère i l'habilitat amb les tècniques experimentals va ancorar la seva ciència dins dels camps emergents de la física experimental.
Ampère també va proporcionar una comprensió física de la relació electromagnètica, teoritzant l'existència d'una "molècula electrodinàmica" (la precursora de la idea de l'electró) que va servir com a element component tant de l'electricitat com del magnetisme. Utilitzant aquesta explicació física del moviment electromagnètic, Ampère va desenvolupar un relat físic dels fenòmens electromagnètics que era demostrable empíricament i matemàticament predictiu. El 1827, Ampère va publicar la seva obra magna, Mémoire sur la théorie mathématique des phénomènes électrodynamiques uniquement déduite de l'experience (Memòria sobre la teoria matemàtica dels fenòmens electrodinàmics, deduïda únicament de l'experiència), l'obra que va encunyar el nom de la seva nova ciència, electrodinàmica, i es va fer conegut des de sempre com el seu tractat fundacional.

## Honors
El 1825 Ampère va ser escollit Membre de la Reial Acadèmia de Ciències, Lletres i Belles Arts de Bèlgica. El 1827, va ser escollit membre estranger de la Royal Society i el 1828, membre estranger de la Reial Acadèmia Sueca de Ciències.
Probablement el màxim reconeixement va ser, com a recompensa per les seves solucions matemàtiques en la seva publicació, 'Memòria sobre la teoria matemàtica dels fenòmens electrodinàmics deduïts únicament de l'experiment', per la qual Ampère va rebre el títol de "Newton de l'electricitat".

### Llegat
En reconeixement de la seva contribució a la creació de la ciència elèctrica moderna, una convenció internacional, signada a l’Exposició Internacional d'Electricitat de 1881, va establir l'ampere com a unitat estàndard de mesura elèctrica, juntament amb el coulomb, el volt, l'ohm, el watt i el farad, que reben el nom, respectivament, dels contemporanis d'Ampère, Charles-Augustin de Coulomb de França, Alessandro Volta d'Itàlia, Georg Ohm d'Alemanya, James Watt d'Escòcia i Michael Faraday d'Anglaterra. El nom d'Ampère és un dels 72 noms inscrits a la Torre Eiffel.
El Museu Ampère, prop de la ciutat de Lió (França) és un museu d'història de l'electricitat situat a la casa on va viure de nen André-Marie Ampère. La "Societat d'Amics d'André-Marie Ampère" és una associació creada el 1930 per preservar la memòria d'André-Marie Ampère.
Diverses coses porten el nom d'Ampère; molts carrers i places, sobre tot de França, escoles, una estació de metro de Lió, una unitat de processament gràfic de microarquitectura, una ciutat del Brasil, un volcà submarí, una platja de les Filipines, una muntanya a la lluna i un ferri elèctric a Noruega.

## El generador de Pixii i el seu commutador
El 1832 encarregà a Hippolyte Pixii la construcció del primer generador basat en els principis de Faraday, i feu una lectura amb aquest aparell a La Sorbona el mes de setembre del mateix any. Una versió millorada presentada 5 setmanes més tard ja podria fer l'electròlisi de l'aigua, i constituïa una gram millora respecte al generador magnetoelèctric de Faraday. Com que generava corrent altern, els gasos produïts en el procés d'electròlisi estaven barrejats. I el 29 d'octubre de 1832 ja es presentà un altre generador, major i amb un primitiu commutador basculant fet per suggeriment d'Ampère, que rectificava el corrent i feia que la sortida fos de corrent continu. Tornant a fer electròlisi de l'aigua, va produir els gasos en la proporció correcta i demostrant que un generador podia substituir una pila voltaica.
L'ús del primitiu commutador d'Ampère, encara que fou ràpidament substituït, va representar un pas important en el desenvolupament de la màquina Pixii i, per tant, de generadors elèctrics.